# Jürgen von Kleist-Retzow
Jürgen Christoph von Kleist-Retzow (* 21. August 1854 in Kieckow; † 14. Dezember 1897 in Dresden) war ein deutscher Rittergutsbesitzer und Landrat.

## Leben
Jürgen von Kleist-Retzow war der Sohn des Oberpräsidenten der Rheinprovinz Hans Hugo von Kleist-Retzow und seiner Frau Charlotte, geb. Gräfin zu Stolberg-Wernigerode (1821–1885), einer Tochter des Ministers Graf Anton zu Stolberg-Wernigerode.
Am 4. Februar 1886 heiratete er in Oppeln Ruth Gräfin von Zedlitz und Trützschler (1865–1945). Im gleichen Jahr zog das Ehepaar nach Köslin und dann nach Belgard in Pommern, wo Jürgen von Kleist-Retzow das Amt des Landrats des Kreises Belgard übernahm. In Belgard wurden vier Kinder geboren. 1892 wurde er Miterbe der väterlichen Güter Kieckow und Klein-Krössin.
Am 14. Dezember 1897, kurz nach der Geburt des fünften Kindes, verstarb Jürgen von Kleist-Retzow in Dresden auf der Fahrt zu einem Sanatoriumsaufenthalt. Seine erst 30 Jahre alte Witwe zog 1899 nach Stettin, wo sie noch zwei Pflegesöhne mit in die Familie aufnahm: Die Brüder Gottfried von Bismarck und Herbert von Bismarck. Das Gut in Kieckow übertrug sie einem Verwalter.
Von den Kindern des Paares wurde Hans-Jürgen von Kleist-Retzow (1887–1967) nach dem Attentat vom 20. Juli 1944 verhaftet und zeitweise im Zellengefängnis Lehrter Straße gefangen gehalten. Die Tochter Spes heiratete den Stettiner Unternehmer Walter Stahlberg und war die Mutter von Alexander Stahlberg, die Tochter Maria heiratete ihren Pflegebruder Herbert von Bismarck und die jüngste Tochter Ruth heiratete Hans von Wedemeyer und war die Mutter von Maria von Wedemeyer.
Robert Graf von Zedlitz-Trützschler war sein Schwager.